# Jan Tomicki (1786–1847)
Jan Kapistran Tadeusz Tomicki herbu Łodzia (ur. 21 października 1786 w Zieleńcu, obecnie Zielińcu, zm. 15 września 1847 w Kożuszkach-Parcelach) – dziedzic Kożuszek, generał brygady (w 1829 r. dywizji strzelców konnych), żołnierz wojen napoleońskich.

## Życiorys
Służbę wojskową rozpoczął w roku 1806 w 5. Pułku Strzelców Konnych Księstwa Warszawskiego jako szeregowiec, w krótkim okresie dosłużył się stopnia kapitana. Brał udział w wojnie z Austrią w 1809 jako szef szwadronu 6 Pułk Ułanów.
10 lipca 1812 w bitwie pod Mirem przejściowo objął dowództwo Brygady Jazdy. Major i pułkownik z 1813 r. Odbył kampanie saską i francuską. W 1810 r. został przeniesiony do 11 Pułk Ułanów i razem z pułkiem wziął udział w kampanii 1812 r. W latach 1813–1814 pułkownik Tomicki brał udział w walkach u boku księcia Józefa Poniatowskiego.
W styczniu 1815 r. dowódca 1. Pułk Ułanów Królestwa Polskiego.
Ulubieniec księcia Konstantego, który puszczał mu płazem awantury i ekstrawagancje.
Był członkiem loży wolnomularskiej Bracia Zjednoczeni w drugim stopniu rytu („czeladnik”), w 1820 roku.
W czasie powstania listopadowego dowódca 1 dywizji jazdy w 1 korpusie generała Jana Nepomucena Umińskiego.
Na tle nieporozumień z generałem J. Skrzyneckim, po Bitwie pod Ostrołęką, Tomicki 7 czerwca 1831 r. podał się do dymisji i przebywał w Warszawie, uczestnicząc czynnie w pracach powstańczej Rady Wojennej. Po upadku powstania przebywał w swoim majątku aż do 21 października 1831 r., kiedy został aresztowany i zesłany do Wołogdy nad Dwiną jako jeniec cara Mikołaja I. Po uwolnieniu powrócił w 1833 r. i gospodarował w swoich mazowieckich dobrach. Zmarł i został pochowany w rodzinnej kaplicy na cmentarzu św. Wawrzyńca w Sochaczewie.

## Rodzina
Jan Kapistran Tadeusz Tomicki był pierwszym synem Pawła Antoniego (1778–1808) i Józefy Suchorzewskiej (jej drugim mężem był Stanisław Żychliński) – córki Jakuba S. i Jadwigi Zajączek. Przed 1830 r. w Warszawie w kościele Św. Krzyża wziął on ślub z Teklą Straszewicz herbu Odrowąż, córką Michała kasztelana upickiego i Marianny Oskierko herbu Murdelio. Z nią miał dzieci:
- Amalia Kazimiera (zm. 1835 W-wa Św. Andrzej) – żyła rok,
- Maria Ludwika (ur. 6 IV 1836),
- Tekla Jadwiga (ur. 11 VII 1837), która przed 1857 poślubiła Józefa Krzymuski h. Radwan (ur. 1829) z Krzymowa k/o Konina s. Marcina Teodora dziedzica Wierzbia i Teodory Komierowskiej. Rodzina Krzymuskich była od 1786 dziedzicami wsi Popielewo i Radomi k/o Ślesina, dawnej własności księdza Andrzeja Tomickiego s. Pawła (ksiądz ten to daleki kuzyn, nie był bratem generała),
- Władysław Kazimierz T. (9 VI 1839 – 1881 W-wa, poch. Sochaczew) – dziedzic Kożuszek koło Sochaczewa, bezżenny,
- Zdzisław Jan T. (ur. 6 IV 1841) dziedzic wsi Wólka Załęska i Tomice. W 1880 w Warszawie w kościele Św. Krzyża poślubił Marię Michalinę Czarnomska h. Jastrzębiec (15.02.1857 – 2.06.1938 W-wa, Stare Pow.) córkę Stanisława z Dubidze koło Radomska i Heleny. Z nią miał syna Jan-Piotr-Władysław-Zdzisław T. (15.09.1886 – 21.09.1952 W-wa, St. Pow.). Natomiast on miał córkę Irenę Tomicką (1910–1983 W-wa)[4].

## Odznaczenia
Kawaler polskich Orderu św. Stanisława II klasy z gwiazdą i krzyża kawalerskiego Orderu Virtuti Militari, francuskich Orderu Zjednoczenia i Legii Honorowej (1813), a także rosyjskiego Orderu św. Anny II klasy z brylantami. W 1830 roku został nagrodzony Znakiem Honorowym za 20 lat służby.